# Klępowski
Klępowski, Bar, Potok Klępów, Ciemny – potok w Beskidzie Sądeckim będący prawym dopływem Dunajca. Cała jego zlewnia znajduje się w miejscowości Tylmanowa w województwie małopolskim, w powiecie nowotarskim, w gminie Ochotnica Dolna.
Wypływa w dolinie między szczytami Koziarz i Jaworzynka na wysokości około 830 m i ma dwa dopływy; jeden spływa dolinką między Koziarzem i Suchym Groniem, drugi dolinką wcinającą się w północno-zachodni grzbiet Jaworzynki. Od wysokości około 590 m spływa jednym korytem w północno-zachodnim kierunku, i na wysokości 385 m na osiedlu Klępy uchodzi do Dunajca.